# Sharp PC-1250
Sharp PC-1250 и PC-1251 (PC-1250 и PC-1251) је серија џепних рачунара фирме Шарп (Sharp) која је почела да се производи у Јапану током 1982. године.
Користили су 8-битну CMOS SC61860 микропроцесорску јединицу а RAM меморија рачунара је имала капацитет од 4 KB. 

## Детаљни подаци
Детаљнији подаци о рачунару PC-1250 и PC-1251 су дати у табели испод.
|                       | |
| [ 1 ]                 | |
| Произвођач            | Шарп |
| Тип                   | џепни рачунар                                                                                                |
| Меморија              | 4 KB |
| Поријекло             | Јапан |
| Година                | 1982 |
| Тастатура             | 52 тастера, QWERTY калкулаторски тип са нумпадом                                                             |
| Процесор              | |
| Фреквенција процесора | 576 |
| RAM                   | 4 KB |
| ROM                   | 24 KB |
| Текст                 | 1 линија x 24 знакова. 5x7 матрица тачака                                                                    |
| Графика               | нема |
| Боја                  | једна боја, монитор са текућим кристалом                                                                     |
| Звук                  | управљан са централним процесором пиезоелектрични звучник, фиксна фреквенција и трајање преко Бејсик команде |
| Димензије             | 135 (ширина) x 70 (дубина) x 9,5 (висина) / 115 (са батеријама)                                              |
| Портови               | |
| Оперативни систем     | |